# Raphinha
Raphinha, właśc. Raphael Dias Belloli (ur. 14 grudnia 1996 w Porto Alegre) – brazylijski piłkarz występujący na pozycji skrzydłowego w hiszpańskim klubie FC Barcelona oraz w reprezentacji Brazylii. Uczestnik Mistrzostw Świata 2022. 
Wychowanek Avaí, w trakcie swojej kariery grał także w takich zespołach, jak Vitória Guimarães, Sporting CP, Stade Rennais oraz Leeds United.

## Kariera klubowa
Karierę piłkarską rozpoczął w brazyliskim klubie Avaí FC. 2 lutego 2016 został kupiony przez Vitórię Guimarães. W nowym klubie zadebiutował 13 marca przeciwko Paços de Ferreira. 20 sierpnia 2016 strzelił pierwszą bramkę dla Vitorii. W sezonie 2017/2018 strzelił łącznie 18 goli, rozgrywając 43 mecze, czym przykuł uwagę większych klubów. 
Ostatecznie został kupiony przez Sporting CP. W drużynie z Lizbony zadebiutował 12 sierpnia w meczu Primeira Liga z Moreirense. Pierwszą bramkę strzelił 20 września w meczu przeciwko Qarabağ w ramach Ligi Europy UEFA. Łącznie w Sportingu rozegrał 41 meczów, w których strzelił 9 bramek. 
W 2019 został pozyskany przez francuski klub Stade Rennais. W pierwszym sezonie dla nowej drużyny strzelił 7 goli i zanotował 5 asyst. W sezonie 2020/2021 dla Les Rouges et Noirs zdołał rozegrać 6 meczów, w których strzelił bramkę i zanotował dwie asysty. 
5 października 2020, angielski klub Leeds United ogłosił pozyskanie Raphinhi, który podpisał 4-letni kontrakt. Debiut w nowej drużynie zanotował 19 października, w przegranym 0:1 meczu z Wolverhampton. Pierwszy sezon zakończył z 6 trafieniami. W drugim sezonie dla The Whites strzelił 11 goli, które zdobył rozgrywając 36 spotkań. Łącznie dla drużyny z Leeds strzelił 17 goli i zanotował 12 asyst. 
15 lipca 2022, hiszpański klub FC Barcelona ogłosił transfer Brazylijczyka. Raphinha podpisał kontrakt do 2027, a według doniesień medialnych ekipa z Katalonii zapłaciła Leeds United 58 milionów euro. 13 sierpnia w meczu Primera División z Rayo Vallecano (0:0) miał miejsce debiut Raphinhi w koszulkach Dumy Katalonii. 3 września strzelił swoją pierwszą bramkę dla Barçy, przyczyniając się do zwycięstwa 3:0 nad Sevillą.

## Kariera reprezentacyjna
Raphinha w seniorskiej drużynie narodowej Brazylii zadebiutował 7 października 2021 w meczu kwalifikacji do MŚ 2022 z Wenezuelą (3:1). Pierwszą i drugą bramkę strzelił przeciwko Urugwajowi, który Brazylia pokonała 4:1. 

## Statystyki

### Klubowe
(aktualne na 25 maja 2025)
| Klub                | Sezon              | Liga               | Liga  | Liga   | Puchar kraju | Puchar kraju | Puchar ligi | Puchar ligi | Europa | Europa | Inne  | Inne   | Suma  | Suma   |
| Klub                | Sezon              | Liga               | Mecze | Bramki | Mecze        | Bramki       | Mecze       | Bramki      | Mecze  | Bramki | Mecze | Bramki | Mecze | Bramki |
| ------------------- | ------------------ | ------------------ | ----- | ------ | ------------ | ------------ | ----------- | ----------- | ------ | ------ | ----- | ------ | ----- | ------ |
| Vitória Guimarães B | 2015/2016          | Liga Portugal 2    | 16    | 5      | —            | —            | —           | —           | —      | —      | —     | —      | 16    | 5      |
| Vitória Guimarães B | Ogólnie            | Ogólnie            | 16    | 5      | 0            | 0            | 0           | 0           | 0      | 0      | 0     | 0      | 16    | 5      |
| Vitória Guimarães   | 2015/2016          | Primeira Liga      | 1     | 0      | 0            | 0            | 0           | 0           | –      | –      | –     | –      | 1     | 0      |
| Vitória Guimarães   | 2016/2017          | Primeira Liga      | 32    | 4      | 7            | 0            | 2           | 0           | –      | –      | –     | –      | 41    | 4      |
| Vitória Guimarães   | 2017/2018          | Primeira Liga      | 32    | 15     | 1            | 1            | 3           | 1           | 6      | 0      | 1     | 1      | 43    | 18     |
| Vitória Guimarães   | Ogólnie            | Ogólnie            | 65    | 19     | 8            | 1            | 5           | 1           | 6      | 0      | 1     | 1      | 85    | 22     |
| Sporting CP         | 2018/2019          | Primeira Liga      | 24    | 4      | 4            | 0            | 4           | 2           | 4      | 1      | –     | –      | 36    | 7      |
| Sporting CP         | 2019/2020          | Primeira Liga      | 4     | 2      | 0            | 0            | 0           | 0           | 0      | 0      | 1     | 0      | 5     | 2      |
| Sporting CP         | Ogólnie            | Ogólnie            | 28    | 6      | 4            | 0            | 4           | 2           | 4      | 1      | 1     | 0      | 41    | 9      |
| Stade Rennais       | 2019/2020          | Ligue 1            | 22    | 5      | 3            | 2            | 1           | 0           | 4      | 0      | 0     | 0      | 30    | 7      |
| Stade Rennais       | 2020/2021          | Ligue 1            | 6     | 1      | 0            | 0            | –           | –           | 0      | 0      | –     | –      | 6     | 1      |
| Stade Rennais       | Ogólnie            | Ogólnie            | 28    | 6      | 3            | 2            | 1           | 0           | 4      | 0      | 0     | 0      | 36    | 8      |
| Leeds United        | 2020/2021          | Premier League     | 30    | 6      | 1            | 0            | 0           | 0           | –      | –      | –     | –      | 31    | 6      |
| Leeds United        | 2021/2022          | Premier League     | 35    | 11     | 1            | 0            | 0           | 0           | –      | –      | –     | –      | 36    | 11     |
| Leeds United        | Ogólnie            | Ogólnie            | 65    | 17     | 2            | 0            | 0           | 0           | 0      | 0      | 0     | 0      | 67    | 17     |
| FC Barcelona        | 2022/2023          | Primera División   | 36    | 7      | 5            | 2            | –           | –           | 7      | 1      | 2     | 0      | 50    | 10     |
| FC Barcelona        | 2023/2024          | Primera División   | 28    | 6      | 1            | 1            | –           | –           | 7      | 3      | 1     | 0      | 37    | 10     |
| FC Barcelona        | 2024/2025          | Primera División   | 36    | 18     | 5            | 1            | –           | –           | 14     | 13     | 2     | 2      | 57    | 34     |
| FC Barcelona        | Ogólnie            | Ogólnie            | 100   | 31     | 11           | 4            | 0           | 0           | 28     | 17     | 5     | 2      | 144   | 54     |
| Ogólnie w karierze  | Ogólnie w karierze | Ogólnie w karierze | 302   | 84     | 28           | 7            | 10          | 3           | 42     | 18     | 7     | 3      | 389   | 115    |

### Reprezentacyjne
(aktualne na 21 października 2024)
| Reprezentacja | Rok     | Mecze | Bramki |
| ------------- | ------- | ----- | ------ |
| Brazylia      | 2021    | 5     | 2      |
| Brazylia      | 2022    | 11    | 3      |
| Brazylia      | 2023    | 4     | 1      |
| Brazylia      | 2024    | 9     | 3      |
| Łącznie       | Łącznie | 29    | 9      |

## Sukcesy

### Sporting CP
- Puchar Portugalii: 2018/2019
- Puchar Ligi Portugalskiej: 2018/2019

### FC Barcelona
- Mistrzostwo Hiszpanii: 2022/2023, 2024/2025
- Superpuchar Hiszpanii: 2022/2023, 2024/2025
- Puchar Króla: 2024/2025

### Indywidualne
- Król strzelców Ligi Mistrzów UEFA: 2024/2025 (13 goli[c])[16]
- Król asyst Ligi Mistrzów UEFA: 2024/2025 (9 asyst)[17]

### Wyróżnienia
- Najlepszy piłkarz sezonu La Liga: 2024/2025[18]